# Sector eléctrico en Bolivia

Datos

El sector eléctrico en Bolivia fue privatizado a principios de los 90 y se dividió en generación, transmisión y distribución. El suministro está dominado por la generación térmica (60%), mientras que la hidroeléctrica (40%) tiene menor presencia en la matriz de generación si se compara con otros países sudamericanos (la capacidad hidroeléctrica media de ALyC es del 51%). La cobertura de electricidad en áreas rurales se encuentra entre las más bajas de América Latina y mejorar este aspecto es un importante desafío para el futuro que necesita del esfuerzo conjunto de los sectores público y privado. Como en otros países, el sector eléctrico de Bolivia está formado por el Sistema Interconectado Nacional (SIN) y sistemas aislados de la red (conocidos como Aislado).

## Suministro y demanda de electricidad

### Capacidad instalada
En Bolivia, el Sistema Interconectado Nacional (SIN) conecta a los mayores centros urbanos y representa el 83% de la capacidad instalada. El SIN suministra electricidad a las ciudades más grandes y opera en los Departamentos de Cochabamba, Santa Cruz, Oruro, Potosí y Chuquisaca. Su red se extiende más de 1900 kilómetros y cubre la parte central y sur del país. [2] La población de las zonas norte y oeste del país permanecen desconectadas desde hace mucho tiempo de la red nacional; sólo son abastecidas por el sistema externo a la red (el Aislado) o directamente no tienen ningún tipo de acceso a la electricidad. El sistema aislado está conformado por diversos productores y plantas generadoras independientes que se encuentran en áreas rurales o aisladas.
La capacidad total instalada en 2006 era de 1,43 GW, de los cuales el 60% era producción térmica, que principalmente quema gas natural, y el 40% hidroeléctrica. La contribución de otras energías renovables es casi insignificante. La producción total de electricidad en el mismo año llegó a 5,29 TWh. Este número no incluye la electricidad producida en plantas de biomasa de áreas rurales, que están desorganizadas y descentralizadas y son difíciles de cuantificar.
Las actividades de Bolivia en materia de exportación e importación de electricidad son bastante limitadas. Importa desde Brasil cantidades menores a 0,01 TWh por año y se han destinado a suministrar a la ciudad de Puerto Suárez, en el Departamento de Santa Cruz.

### Demanda
El consumo de energía eléctrica per cápita en 2006 fue de 588 kWh (un aumento del 19% desde 1996). Por sectores, el consumo residencial representa el 40% del total, seguido por el consumo industrial con un 28%.

### Proyección de demanda y suministro
Según las proyecciones de demanda preparadas por la Superintendencia de Electricidad (SE), la reserva de capacidad de generación será insuficiente en 2009, ya que caerá por debajo del 10% recomendado si no se desarrolla nueva capacidad.

## Acceso a la electricidad
En 2005, el acceso total a la electricidad en Bolivia fue del 67%, uno de los más bajos de América Latina. El acceso urbano fue del 87%, mientras que el acceso rural fue tan sólo del 30%.
(Véase Desarrollos recientes para obtener más información sobre los planes de electrificación.)

### Frecuencia y duración de las interrupciones
La calidad de servicio medida en interrupciones fue mucho mejor que el promedio de ALyC en 2005. En el período de noviembre de 2004 a octubre de 2005 se produjeron un total de 141 interrupciones de transmisión (sobre 86 en el período anterior), con una duración total de 4.274 minutos. El 57% de las interrupciones fueron producidas por condiciones climáticas, mientras que un 17% se produjeron por operaciones en las instalaciones. En 2005, la duración media de las interrupciones por abonado fue de 5 horas (la más elevada desde 1998, aunque mucho menor a las 14 DE horas de promedio para ALyC), mientras que la cantidad media de interrupciones por abonado y año fue de 7 (la más elevada desde 1995, pero también por debajo del promedio de 13 para ALyC).

### Pérdidas en distribución y en transmisión
Durante los 90 y hasta 2005, las pérdidas en distribución han estado siempre cerca del 10%, lo cual es menor al 13,6% de promedio para la región.

## Responsabilidades en el sector eléctrico

### Política y regulación
El Ministerio de Hidrocarburos y Energía es el encargado de establecer las políticas y de diseñar la regulación para el sector eléctrico. La Autoridad de Fiscalización y Control Social de Electricidad y Tecnología Nuclear es la responsable de aplicar la regulación.
Las compañías que pertenecen al Sistema Interconectado Nacional (SIN) deben estar verticalmente separadas. Sin embargo, las compañías del sistema Aislado tienen permitido realizar más de una de las actividades definidas dentro del sector de la electricidad (es decir, generación, transmisión y distribución).
En líneas generales, la Empresa Nacional de Electricidad es la principal responsable del sector eléctrico, pese a que casi todas sus filiales, subsidiarias y empresas vinculadas son legalmente empresas privadas.

### Generación
En la actualidad hay ocho compañías generadoras en el sistema interconectado; todas son privadas.
| Empresa                                                                    | Propietario                                |
| -------------------------------------------------------------------------- | ------------------------------------------ |
| Empresa Eléctrica ENDE Guaracachi S.A. (ENDE Guaracachi S.A.)              | ENDE (99,94%) y otros                      |
| Empresa Eléctrica ENDE Corani S.A. (ENDE Corani S.A.)                      | ENDE (99,495%) y otros                     |
| ENDE Valle Hermoso S.A.                                                    | ENDE (99,98%) y otros                      |
| ENDE ANDINA S.A.M.                                                         | ENDE y PDVSA                               |
| Río Eléctrico S.A.                                                         | ENDE, COMIBOL y otros                      |
| Compañía Eléctrica Central Bulo Bulo S.A.                                  | YPFB Chaco S.A. y otros                    |
| Compañía Boliviana de Energía Eléctrica S.A. (Bolivian Power Company Ltd.) | IC Power                                   |
| Guabirá Energía S.A.                                                       | Ingenio Azucarero Guabirá S.A.             |
| Hidroeléctrica Boliviana S.A.                                              | Taquesi Bolivia Holdings S.R.L. y otros    |
| Sociedad de Desarrollo de Bolivia S.A.                                     | Desconocido                                |
| Sociedad Industrial Energetica y Comercial Andina S.A. (Synergia S.A.)     | GOM Sophisticated Energy Resources Holding |

#### Nacionalizaciones parciales
Las tres empresas fueron nacionalizadas por Decreto Supremo 439 del 1 de mayo de 2010.
- ENDE Corani S.A. era propiedad de Inversiones Ecoenergy Bolivia S.A. (propiedad de GDF Suez) y Carlson Divdend Facility S.A. (propiedad de Swedfund).
- ENDE Guaracachi S.A. era propiedad de Guaracachi America Inc. (holding norteamericano) y Rurelec plc.
- ENDE Valle Hermoso S.A. era propiedad de The Bolivian Generating Group LLC, holding offshore con sede en las Islas Caimán.

### Transmisión
En la actualidad hay tres compañías de transmisión del SIN en el CNDC.
- ENDE Transmisión S.A., parcialmente nacionalizada en 2012, propiedad de ENDE Corporación (99,98884%) y otros 84 accionistas. Antes llamada Transportadora de Electricidad, era propiedad de Red Eléctrica Internacional S.A.U.[10]
- Interconexión Eléctrica ISA Bolivia S.A., fundada en 2005, subsidiaria de la estatal colombiana Interconexión Eléctrica S.A. E.S.P.[11]
- San Cristóbal Transmisora de Electricidad S.A., fundada en 2004, parte del Grupo INGELEC.[12]

La cantidad de empresas es limitada por la existencia de barreras institucionales para el ingreso a este sector.

### Distribución
En Bolivia, se distinguen las siguientes empresas de energía eléctrica:
| Empresa                                                                       | Departamento en el opera | Fundado en | Propietario |
| ----------------------------------------------------------------------------- | ------------------------ | ---------- | --- |
| Distribuidora de Electricidad ENDE DELBENI S.A.M. (ENDE DELBENI S.A.M.)       | Beni                     | 1998       | - Empresa Nacional de Electricidad (99,999%) - Trabajadores (0,001%) |
| Compañía Eléctrica Sucre S.A. (CESSA)                                         | Chuquisaca               | 1951       | - Empresa Nacional de Electricidad (13,31%) - Gobierno Autónomo Municipal de Sucre (13,31%) - Gobierno Autónomo Departamental de Chuquisaca (1,58%) - Usuarios (71,49%) - Trabajadores (0,31%) |
| Empresa de Luz y Fuerza Eléctrica de Cochabamba S.A. (ELFEC S.A.)             | Cochabamba               | 1908       | - Empresa Nacional de Electricidad (92,12%) - Capital flotante (7,71%) - BNB SAFI S.A. (0,17%)                                                                                                 |
| Distribuidora de Electricidad ENDE DEORURO S.A. (ENDE DEORURO S.A.)           | Oruro                    | 1921       | - Empresa Nacional de Electricidad (92,84%) - Gobierno Autónomo Municipal de Oruro (4%) - José Luis Muñoz Alcocer (2%) - Cámara Nacional de Industrias (1%) - Agustín Villegas (0,16%)         |
| Distribuidora Eléctrica La Paz S.A. (DELAPAZ S.A.)                            | La Paz                   | 1995       | - Empresa Nacional de Electricidad (89,550046%) - ENDE DELBENI S.A.M. (9,999965%) - José Luis Muñoz Alcocer (0,330015%) - Cámara Nacional de Industrias (0,119974%)                            |
| Servicios Eléctricos Potosí S.A. (SEPSA)                                      | Potosí                   | 1969       | - Gobierno Autónomo Departamental de Potosí (94%) - Empresa Nacional de Electricidad (4%) - Gobierno Autónomo Municipal de Potosí (2%)                                                         |
| Cooperativa Rural de Electrificación R.L. (CRE R.L.)                          | Santa Cruz               | 1962       | No aplica |
| Empresa de Distribución de Energía Eléctrica Santa Cruz S.A. (EMDEECRUZ S.A.) | Santa Cruz               | 2015       | Julio Novillo Lafuente y familiares |
| Servicios Eléctricos de Tarija (SETAR)                                        | Tarija                   | 1969       | Gobierno Autónomo Departamental de Tarija |

#### Nacionalizaciones parciales
- DELAPAZ S.A. (ex ELECTROPAZ) era propiedad de Iberdrola. Nacionalizada por Decreto Supremo 1448 de 29 de diciembre de 2012.
- ENDE DEORURO S.A. (ex ELFEOSA) era propiedad de Iberdrola. Nacionalizada por Decreto Supremo 1448 de 29 de diciembre de 2012.
- ELFEC S.A. era propiedad de Luz del Valle Inversiones S.A. (consorcio formado por PPL Corporation, luego adquirido por la offshore SOELBO, y luego por COMTECO Ltda. antes de la nacionalización).[14] Nacionalizada por Decreto Supremo 1178 del 29 de marzo de 2012.

## Recursos de energía renovable
En Bolivia, los recursos de energía renovable, aparte de la hidroeléctrica, son escasamente explotados y su contribución a la generación de electricidad es insignificante. Sin embargo, el gobierno ha reconocido en el Plan Bolivia de Electrificación Rural (PLABER) el potencial de los sistemas de electricidad descentralizados (es decir, solar fovoltaico, eólico, etc.) para poblaciones dispersas. Este componente estableció que el servicio para hogares, escuelas e instalaciones sanitarias en áreas de baja densidad de población debía depender de fuentes de energía renovable disponibles localmente.

### Energía hidroeléctrica
La proporción de la capacidad hidroeléctrica en Bolivia es del 40%, por debajo del 51% de promedio para la región. La capacidad hidroeléctrica instalada en 2005 era de 5,678,903 MW, distribuida entre aproximadamente 21 plantas. La mayor planta es Santa Isabel con 93 MW, operada por Corani.

### Solar
El Banco Mundial está financiando un proyecto de infraestructura rural en Bolivia que, entre otras cosas, planifica la instalación de 17.000 sistemas hogareños de energía solar para el año 2009. Otro proyecto, financiado por la Alianza Mundial para la Ayuda en Función de Resultados, que es administrada por el Banco Mundial, tiene la intención de incorporar gradualmente 7.000 instalaciones adicionales en los próximos tres años. (Véase la sección sobre asistencia externa más abajo.)

### Historia temprana
El Sistema Interconectado Nacional (SIN) fue creado en 1965 y continuó expandiéndose durante los 70 y 80.

### Desagregación y privatización
Hasta 1994, la empresa pública de servicios verticalmente integrada ENDE (Empresa Nacional de Electricidad) dominaba el sector. En 1994 Bolivia inició un programa de reformas de infraestructuras que incluyó la privatización de las empresas públicas más grandes. La Ley de Electricidad 1994/1604 disponía la privatización del sistema eléctrico y la desagregación de las actividades de generación, transmisión y distribución. Los objetivos de esta ley eran elevar la eficiencia del sector, promover la competencia e incentivar la inversión.
Como resultado de la privatización, se crearon tres compañías de generación: Corani, Guaracachi y Valle Hermoso. Cada una de ellas recibió una parte de las actividades de generación de ENDE (la ley limitaba la participación de mercado de cada una en un 35%). Inicialmente, a estas empresas les otorgaron derechos exclusivos; pero en 1999 se liberó el ingreso y algunas otras pequeñas compañías entraron al mercado. Respecto a la transmisión, se transfirió la operación de la red de ENDE a la Transportadora de Electricidad, una empresa privada que adquirió derechos exclusivos. Finalmente, luego de la reforma se crearon varias empresas de distribución. Todas esas empresas operan bajo regulación de tarifas y están sujetas a controles tarifarios. CRE (Cooperativa Rural de Electrificación), una empresa de distribución que ya existía, mantuvo su posición como monopolio regional independiente. CESSA (Compañía Eléctrica de Sucre S.A. ) y SEPSA (Servicios Eléctricos Potosí S.A. ), otras dos empresas municipales de distribución preexistentes, mantuvieron sus monopolios, mientras que ELFEC (Empresa de Luz y Fuerza Eléctrica Cochabamba), que era una compañía municipal antes de la privatización, comenzó a operar como una firma privada. Finalmente, la privada COBEE (Compañía Boliviana de Energía Eléctrica), que operaba tanto en generación como en distribución, dio lugar, luego de su liquidación, a Electropaz (en La Paz) y a ELFEO (Empresa de Luz y Fuerza Eléctrica Oruro) (en Oruro).
Todas estas reformas, junto con la introducción de una oficina coordinadora de abastecimiento, dieron forma a un mercado eléctrico mayorista que busca la simulación de condiciones competitivas.

### Esfuerzos para la electrificación rural
En 2002, el gobierno estableció el Plan Bolivia de Electrificación Rural (PLABER) con el objetivo de contribuir al desarrollo socioeconómico de áreas rurales a través del acceso a la electricidad y a sus usos eficientes y productivos. El objetivo a corto plazo del programa era realizar 200.000 conexiones nuevas en cinco años (aumentado el acceso a la electricidad en áreas rurales del 23% al 45%). Se ha estimado que, al finalizar el programa, PLABER habrá llegado al cumplir el 70% del objetivo inicial. Sin embargo, el modelo establecido por este programa no tuvo efectos significativos en el aumento de la cobertura, la expansión de la infraestructura y la mejora de la calidad de servicio en áreas rurales y aisladas.
En 2005 se aprobó un nuevo Decreto de Electrificación Rural. Este nuevo decreto tiene como objetivo incrementar el acceso rural a través de la extensión y densificación de redes eléctricas, del desarrollo de energías renovables, de un cambio en la matriz de energía (sustitución del diésel por gas natural, biomasa y otras energías renovables) y de un aumento en la capacidad de distribución. El Decreto de Electrificación Rural y su marco regulador asociado incentiva a los actores del mercado de la energía para establecer asociaciones con otras agencias gubernamentales para implementar el plan de electrificación rural. Un acuerdo entre el Ministerio de Obras Públicas, Servicios y Vivienda y el Ministerio de Educación permitirá la instalación de sistemas solares fotovoltaicos solares en áreas rurales en forma conjunta con el programa de alfabetización "Yo sí Puedo". En la fase piloto se prevé la instalación de 500 paneles solares.

### Desarrollos recientes
En 2006, bajo la presidencia de Evo Morales, se propuso una nueva Ley de Acceso Universal a la electricidad. Bajo el marco de esta ley se diseñó el programa denominado "Electricidad para Vivir con Dignidad", para mejorar la electrificación tanto rural como urbana. El objetivo a corto plazo (2006-2010) del programa es elevar la electrificación rural al 50% (conexión de 210.000 nuevos hogares) y la urbana al 97% (conexión de 460.000 nuevos hogares). El objetivo a mediano plazo (2010-2015) es alcanzar el acceso universal en áreas urbanas y un acceso del 70% en áreas rurales. En las etapas finales, el acceso rural habrá crecido al 87% en 2020 y la cobertura universal se habrá alcanzado en 2025. La ley también estipula la creación de un Fondo Común de Acceso Universal (FOCO) para el Servicio Público de Electricidad y crea un mecanismo de financiación compartida entre el Gobierno Nacional con las Prefecturas, municipalidades y el sector privado. Sin embargo, la ley todavía no ha sido aprobada, aunque se espera que tanto ella como los mecanismos que crea sean aprobados pronto.

## Tarifas
Las tarifas de electricidad en Bolivia están muy por debajo de las tarifas medias de América Latina.
La tarifa residencial media en 2006 fue de 0,0614 US$ por kWh (comparado con los 0,115 US$ por kWh de promedio ponderado en ALyC, mientras que la tarifa media para la industria fue de 0,044 US$ por kWh (comparado con los 0,107 US$ por kWh de promedio ponderado en ALyC)
.
Los precios de electricidad que las compañías de distribución cobran a sus clientes regulados incluyen los costos de energía (incluidos los costos de generación y transmisión) y todos los costos de distribución, incluyendo un retorno de la inversión específico. Sin embargo, como se mencionó anteriormente, algunas compañías de distribución revenden electricidad a organizaciones comunales o empresas rurales. El precio y condiciones de esas transacciones no están regulados, lo cual genera un importante vacío legal en el sector.

### Subsidios
En marzo de 2006, el gobierno boliviano aprobó la Tarifa Dignidad a través del Decreto Supremo n.º 28653. Esta tarifa otorga un descuento del 25% en las facturas de electricidad a aquellos consumidores cuyo consumo mensual sea menor a 70 kWh en las áreas urbanas y a 30 kWh en las rurales. Este subsidio, que será financiado durante cuatro años por las compañías eléctricas que operan en Bolivia, beneficiará a aproximadamente 480.000 hogares.

## Inversión y financiación
En los años siguientes a la privatización de 1994, la inversión creció considerablemente a raíz de las obligaciones impuestas a las compañías privatizadas. La inversión pública permaneció constante, principalmente dirigida a la electrificación rural, mientras que la inversión privada apuntó principalmente a la generación.
En el período de 1995 a 2004, la inversión total en transmisión representó sólo un modesto 2% (14 millones US$) del total de la inversión en el sector eléctrico. La generación y la distribución recibieron el 58% y el 40% de la inversión total respectivamente. En el año 2004 en particular, la inversión pública total en el sector eléctrico fue de 20 millones US$ aproximadamente, igualada por otros 20 millones US$ de fuentes privadas. Esas cifras juntas representan menos del 0,5% del PIB de Bolivia en 2004.
Las compañías de distribución asumieron compromisos de inversión para cada período tarifario. Para el período de 2003 a 2005, la inversión total de las principales compañías de distribución fue de 39,7 millones US$. Dicha inversión se divide de la siguiente manera:
- CRE: 17,5 millones US$ (22% menos que el monto aprobado inicialmente)
- ELFEC: 10,2 millones US$ (5% menos que el monto aprobado inicialmente)
- Electropaz: 10,4 millones US$ (11% menos que el monto aprobado inicialmente)
- Elfeo: 1,53 millones US$ (3% menos que el monto aprobado inicialmente)

## Responsable de medio ambiente
El Viceministerio de Planificación Territorial y Medio Ambiente, dentro del Ministerio de Planificación del Desarrollo, es el responsable del medio ambiente en Bolivia.

## Emisiones de gases de efecto invernadero
La OLADE (Organización Latinoamericana de Energía) estimó que las emisiones de CO2 por la producción de electricidad en 2003 fueron de 1,73 millones de toneladas de CO2, lo que representa el 22 % del total de las emisiones del sector energético.

### Proyectos MDL en electricidad
En la actualidad hay solamente dos proyectos MDL registrados en Bolivia, uno de ellos en el sector eléctrico. Se trata del Proyecto Hidroeléctrico del Río Taquesi, en la provincia de Sud Yungas, con una capacidad efectiva de 89,5 megavatios y una reducción de emisiones estimada en 141.691 toneladas métricas de CO2e por año.

## Asistencia externa
La asistencia externa para el sector eléctrico en Bolivia está fuertemente enfocada a la electrificación rural, sin financiación para la generación a gran escala, la cual ha sido privatizada completamente.

### Banco Mundial
En la actualidad, el Banco Mundial está involucrado en dos proyectos para el sector energético de Bolivia:
- Un proyecto para ayudar en la implementación de la Decentralized Infrastructure for Rural Transformation P073367 infraestructura descentralizada para la transformación rural], financiado por un crédito de la AIF (Asociación Internacional de Fomento) por 20 millones US$ y aprobado en junio de 2003. Su primer objetivo es el desarrollo de estrategias efectivas para mejorar y acelerar el acceso a la electricidad, centrándose en los recursos renovables.

- El proyecto "Electricidad Descentralizada para el Acceso Universal", financiado por la Alianza Mundial para la Ayuda en Función de Resultados, que es administrada por el Banco Mundial, tiene la intención de extender el acceso a la electricidad a por lo menos 7.000 hogares pobres, microempresas y usos sociales en áreas rurales remotas y dispersas (lo que beneficiará aproximadamente a 50.000 ciudadanos bolivianos en esas áreas) a través de la instalación de sistemas hogareños solares (SHS). Se espera alcanzar este objetivo a través de una alianza de los sectores público y privado bajo la nueva política de acceso universal impulsada por el gobierno.

### BID
El Banco Interamericano de Desarrollo proporciona asistencia técnica a través de tres proyectos en el sector energético de Bolivia:
- Un proyecto de cooperación técnica de electrificación rural[25] aprobado en 2004 con una financiación de US$100 000. El objetivo del proyecto es desarrollar un plan maestro para proyectos de gas natural y de inversiones clave para optimizar la red.

- Un proyecto de cooperación técnica aprobado en 2004 que tiene como objetivo desarrollar un Rural Electrification Master Plan recibió 149.800 US$ en fondos del BID.

El BID también aprobó fondos por 138.900 US$ en 2005 para un proyecto de estímulo al desarrollo de Capacidades para Generación de Oportunidades para Proyectos MDL. Development of CDM Projects .

### CAF
En 2005 y 2007, la Corporación Andina de Fomento (CAF) asignó 32 millones US$ y 15 millones respectivamente para aumentar la cobertura de servicios eléctricos a través de la construcción de dos líneas de transmisión. La primera es la línea Caranavi (La Paz)-Trinidad (Beni) de 115 kV, que tiene 374 km de longitud. La segunda es la línea Carrasco y Santibáñez de 230 kV, con 225 km.

### Otros
La Agencia Alemana de Cooperación Técnica (GTZ) y el Viceministerio de Electricidad y Energías Alternativas firmaron recientemente un acuerdo para ejecutar un proyecto para densificación de la red en áreas rurales. Las cooperativas de distribución también tendrán un papel importante en este proyecto, que es parte del programa "Electricidad para vivir con dignidad". Para facilitar el acceso a la electricidad, el Viceministerio y GTZ otorgarán un subsidio de 20 US$ por hogar para posibilitar su conexión a la red existente.
El Banco Alemán de Desarrollo KfW también está financiando un proyecto de 5 millones de euros para mejorar el acceso a la electricidad en el período 2005-2008. El proyecto incluye la construcción de seis microcentrales hidroeléctricas y la finalización de estudios para otras once. [6].